# Kirkkosaari (ö i Suomussalmi, Pesiöjärvi)
Kirkkosaari är en liten ö i Pesiöjärvisjön i Finland. Den ligger i sjön Pesiöjärvi och i kommunen Suomussalmi i Suomussalmi kommun i den ekonomiska regionen  Kehys-Kainuu  och landskapet Kajanaland, i den centrala delen av landet, 600 km norr om huvudstaden Helsingfors. Öns area är 7,8 hektar och dess största längd är 0,9 kilometer i öst-västlig riktning.